# Michail Ageev
Michail Andreevič Ageev (in russo Михаил Андреевич Агеев?; Volžskij, 22 aprile 2000) è un calciatore russo, attaccante del Metallurg Lipeck.

## Carriera

### Club
Debutta in Prem'er-Liga l'11 agosto 2020 giocando con la Lokomotiv Mosca l'incontro vinto 2-0 contro il Rubin. Nel 2021 viene acquistato dall'Ural.

### Nazionale
Ha giocato nelle nazionali giovanili russe Under-16, Under-17, Under-18 ed Under-19.

## Statistiche

### Presenze e reti nei club
Statistiche aggiornate al 31 luglio 2021.
| Stagione        | Squadra         | Campionato      | Campionato | Campionato | Coppe nazionali | Coppe nazionali | Coppe nazionali | Coppe continentali | Coppe continentali | Coppe continentali | Altre coppe | Altre coppe | Altre coppe | Totale | Totale |
| Stagione        | Squadra         | Comp            | Pres       | Reti       | Comp            | Pres            | Reti            | Comp               | Pres               | Reti               | Comp        | Pres        | Reti        | Pres   | Reti   |
| --------------- | --------------- | --------------- | ---------- | ---------- | --------------- | --------------- | --------------- | ------------------ | ------------------ | ------------------ | ----------- | ----------- | ----------- | ------ | ------ |
| 2018-2019       | Kazanka Mosca   | 2D              | 7          | 4          | CR              | 0               | 0               |                    | -                  | -                  |             | -           | -           | 7      | 4      |
| 2019-2020       | Kazanka Mosca   | 2D              | 16         | 1          | CR              | 0               | 0               |                    | -                  | -                  |             | -           | -           | 16     | 1      |
| 2020-2021       | Kazanka Mosca   | 2D              | 11         | 6          | CR              | 0               | 0               |                    | -                  | -                  |             | -           | -           | 11     | 6      |
| 2020-2021       | Lokomotiv Mosca | PL              | 1          | 0          | CR              | 1               | 0               | UCL                | 0                  | 0                  | SR          | 0           | 0           | 2      | 0      |
| 2021-2022       | Ural            | PL              | 4          | 0          | CR              | 0               | 0               |                    | -                  | -                  |             | -           | -           | 4      | 0      |
| Totale carriera | Totale carriera | Totale carriera | 39         | 11         |                 | 1               | 0               |                    | 0                  | 0                  |             | 0           | 0           | 40     | 11     |